# A-1234
La A-1234 es una carretera que une Monzón con Fraga situada en la Comunidad Autónoma de Aragón, en la provincia de Huesca. Tiene una longitud de aproximadamente de 53 km.
Engloba a los municipios de Monzón, Pueyo de Santa Cruz, Alfántega, Albalate de Cinca, Belver de Cinca, Osso de Cinca, Zaidín y Fraga a orillas del río Cinca.
- Datos: Q27334483
- Multimedia: A-1234 / Q27334483